# Історія індуїзму

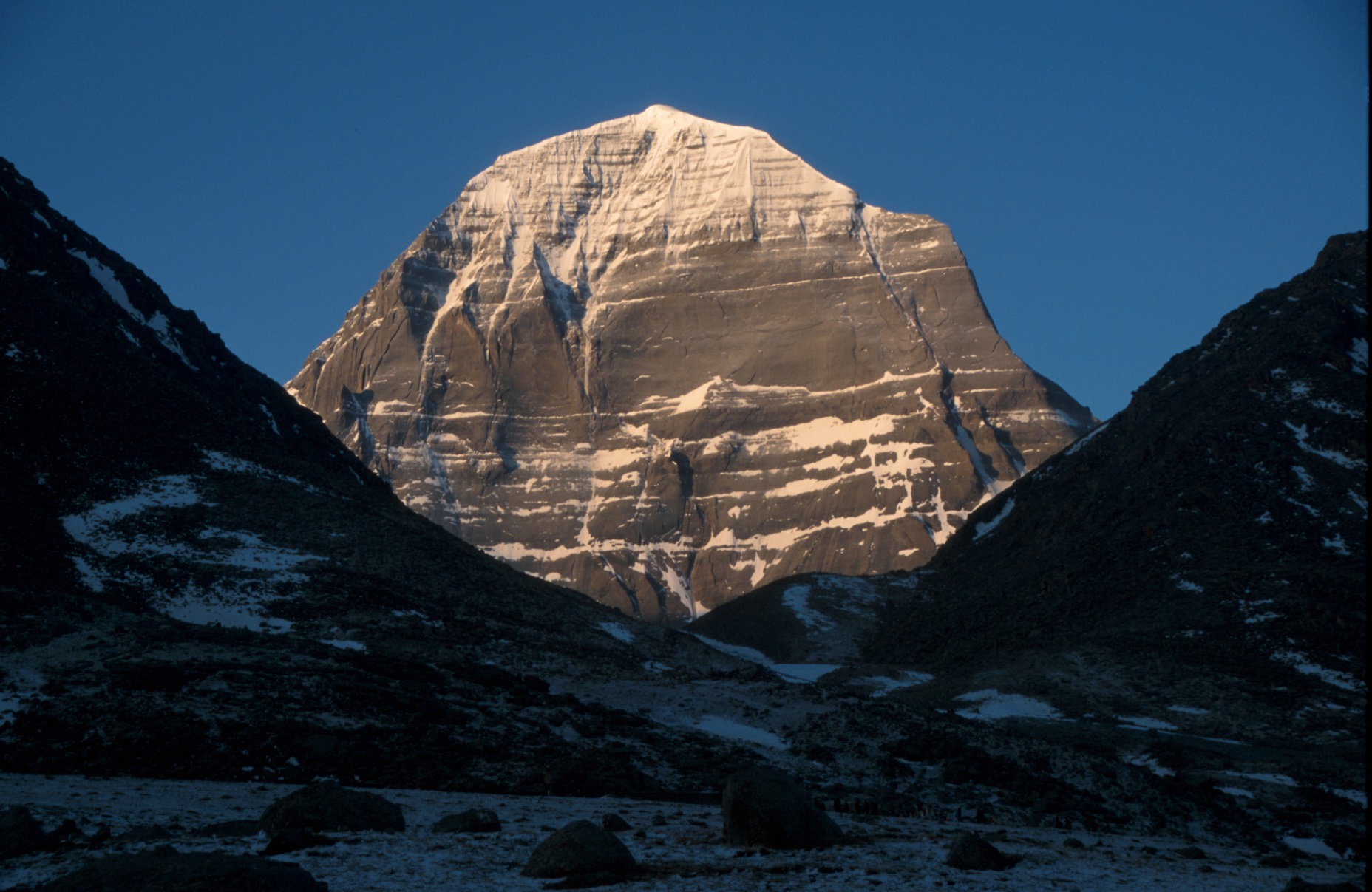
Священна гора Кайлаш в Тибеті вважається духовним місцем перебування Шиви.

Найбільш ранні відомості про практику індуїзму датуються періодом від пізнього неоліту до періоду Хараппської цивілізації (5500—2600 роки до н. е..). Вірування і практики до-класичного періоду (XVI—VI століття до н. е.) називаються «історичною ведичною релігією» або «ведизмом». Сучасний індуїзм походить з Вед, найстаршою з яких вважається «Ріг-веда», яку більшість учених датують XVI - XV століттями до н. е. 

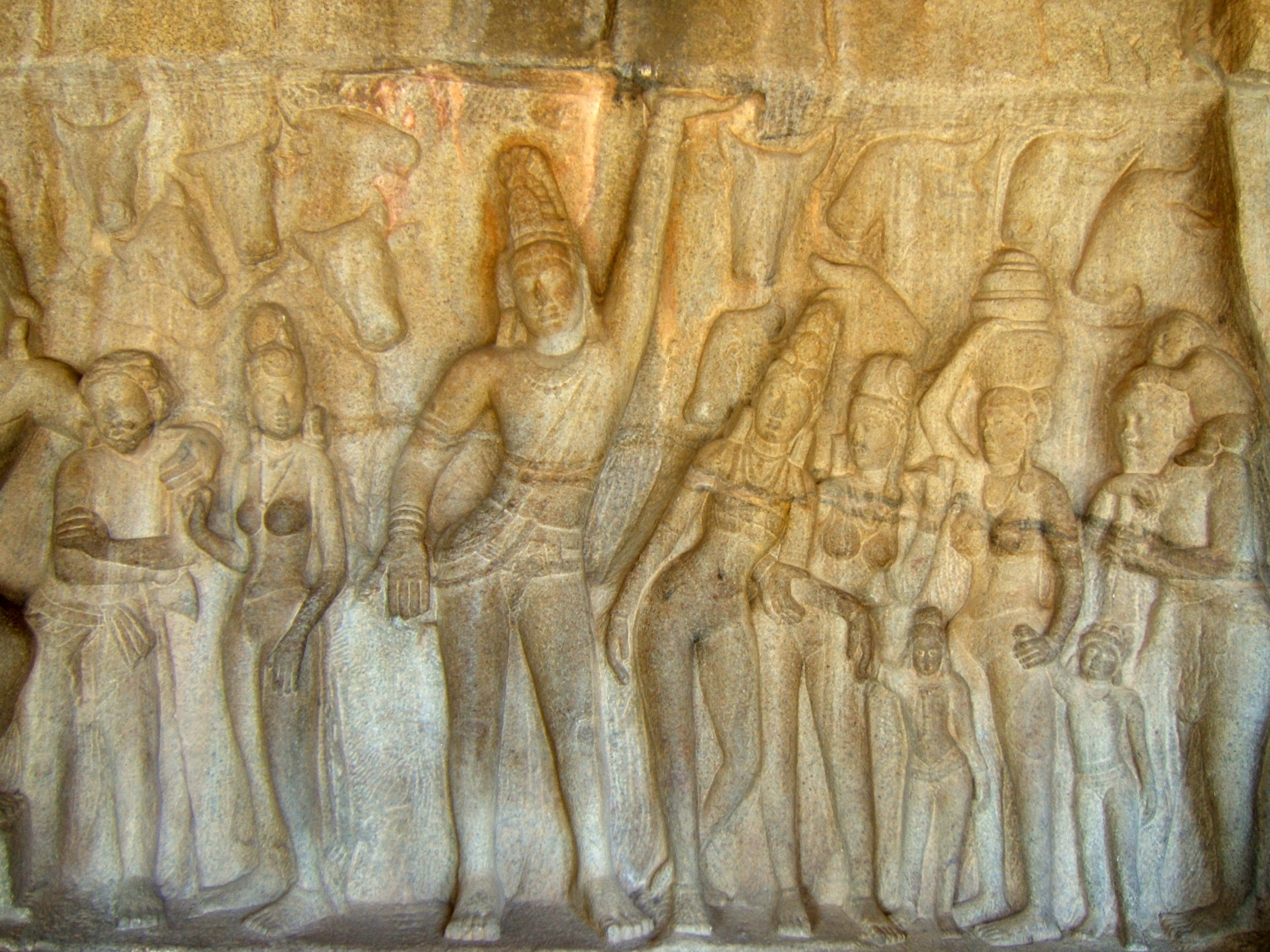
Крішна піднімає пагорб Говардхан. Барельєф VII століття в Махабаліпурам, Таміл-Наду

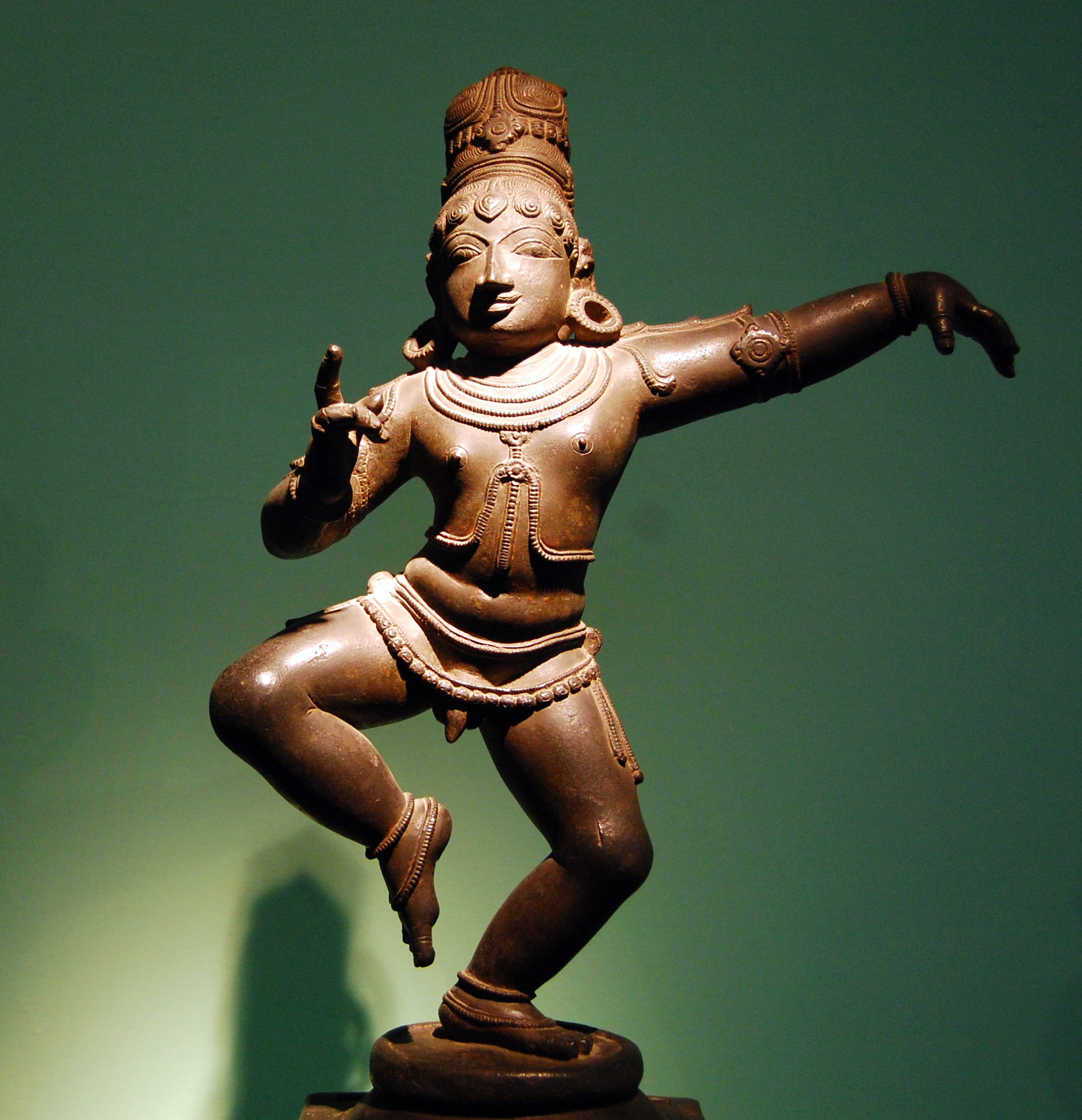
Крішна в танці, Національний музей, Нью-Делі

Веди в основному присвячені поклонінню різним дівам (напівбогам), зокрема Індра, Варуна та Агні, також у них міститься опис ритуалу Сома. 
Основною практикою ведичної релігії було вчинення жертвопринесень, званих Ягья, і повторення ведичних мантр. 
Стародавні ведичні традиції мають велику схожість з зороастризмом та іншими індоєвропейськими релігіями. У епічний і пуранічний періоди, приблизно у VI - II століттях до н. е. були записані перші версії епічних поем «Рамаяни» і «Махабхарати», хоча усно вони передавалися протягом багатьох століть до цього періоду. У цих епічних творах описуються історії про правителів і війнах давньої Індії, які подаються у поєднанні з релігійними та філософськими трактатами. В Пуранах описуються історії різних аватар, а також дів, їх взаємини з людьми і битви з демонами.
Початок нової епохи в історії індуїзму поклали прихід і розповсюдження по всій Індії філософії Упанішад, джайнізму, і буддистської релігійно-філософської думки. Упанішади, Махавіра та Будда вчили тому, що для досягнення мокші або нірвани, не було необхідності приймати авторитет Вед або кастову систему. Будда пішов набагато далі, оголосивши, що «Я» / душа і Бог просто не існують. Буддизм асимілював в свої вірування деякі риси індуїзму. Буддизм (або принаймні буддистський індуїзм) досяг свого апогею під час правління імператора Ашоки та імперії Маур'їв, які змогли об'єднати індійський субконтинент в одну державу у III столітті до н. е.. 
У II столітті до н. е. виділилися різні школи індійської філософії, як-от самкх'я, йога, ньяя, вайшешика, пурва-мімамса і веданта. 
Чарвака, засновник школи атеїстичного матеріалізму, з'явився в Північній Індії у VI столітті до н. е. 
Там індуїзм взяв гору над буддизмом і поширився по всій Індії, витіснивши буддизм за її межі.
Хоча іслам прийшов до Індії вже на початку VII століття, разом з арабськими купцями і завоюванням Сіндх, він перетворився на одну з основних релігій у пізніший період завоювання мусульманами індійського субконтиненту. Під час цього періоду буддизм остаточно прийшов у занепад, а багато індусів звернулися в іслам. Багато мусульманських правителів, таких як Аурангзеб руйнували індуські храми і переслідували індусів, а деякі, як-от Акбар, навпаки відрізнялися терпимістю. У середні століття індуїзм зазнав великі зміни, в основному завдяки відомим ачар'я Рамануджі, Мадхві, і Чайтаньї. Послідовники руху бхакті замінили абстрактну концепцію брагманізму, яку філософ Шанкара сформулював за кілька століть перед цим, емоційної і пристрасної відданістю альвара до аватару Бога, особливо до Крішни та Рамі.
Індологія як наукова дисципліна вивчення індійської культури з європейської перспективи виникла у XIX столітті, її основоположниками були такі вчені як Макс Мюллер та Джон Вудроф. Вони принесли ведичну, пуранічну та тантричну літературу та філософію в Європу та США. У той же самий час, такі суспільства як Брахмо-самадж та теософське суспільство спробували створити синтез авраамічних та дхармічних філософій. 
У цей період з'явилися рухи, які, бувши новаторськими, своїм корінням сягали ще у місцеві традиції. Вони були засновані на  вченні певних особистостей, таких як Рамакрішна та Рамана Махарши. 
Видатні індійські філософи, як-от Шрі Ауробіндо та Бгактіведанта Свамі Прабгупада (засновник МТСК), переклали і представили основні тексти індуїзму за межами Індії і залучили послідовників як в Індії, так і за її межами. Інші, як-от Вівекананда, Парамахамса Йогананда також зіграли велику роль у встановленні авторитету йоги та веданти на Заході.